# Mas'ud Bey
Muhazzebeddin Mesud Bey (Sinope, 1270 – 1300) è stato un sovrano ottomano.
Muhazzebeddin Mesud Bey (Muhadhdhib al-Dîn Mas`ūd Bey) fu il secondo e il penultimo rappresentante della dinastia dei Pervane.
Figlio legittimo del Pervane Mehmed Bey, nacque probabilmente verso il 1270 a Sinope, in Turchia. Succedette al padre come Pervane in una data sconosciuta e continuò a mantenere una saggia e prudente politica verso i Mongoli. 
Tuttavia, nel 1298, un gruppo di pirati genovesi lo cattura e fu tradotto in ostaggio a Genova. 
È con un pesante riscatto che il sultano selgiuchide di Roum, Kay Qubadh II (sultano dal 1297-1301) è riuscito a portarlo a casa, nel 1299. 
Per vendicarsi, egli combatterà senza sosta i Genovesi nel Mar Nero e morì qualche tempo dopo, probabilmente in uno dei suoi attacchi, nel 1300.

## Famiglia
Il nome della moglie è sconosciuto, tuttavia ha avuto almeno un figlio:
- Gazi Chelebi, che gli succedette come Pervâne